# Nadleśnictwo Szczebra
Nadleśnictwo Szczebra – jednostka organizacyjna Lasów Państwowych podległa Regionalnej Dyrekcji Lasów Państwowych w Białymstoku. Siedziba nadleśnictwa znajduje się w Szczebrze, w powiecie augustowskim i powiecie suwalskim, w województwie podlaskim oraz powiecie oleckim w województwie warmińsko-mazurskim. 

## Struktura
Nadleśnictwo podzielone jest na 3 obręby i 12 leśnictw.

## Ochrona przyrody
Na terenie nadleśnictwa znajdują się dwa rezerwaty przyrody:
- Brzozowy Grąd
- Jezioro Kalejty

Na terenie nadleśnictwa funkcjonują także dwa obszary chronionego krajobrazu:
- Dolina Rospudy
- Puszcza i Jeziora Augustowskie

W ramach nadleśnictwa funkcjonuje 8 pomników przyrody, 4 pod zarządem Lasów Państwowych i 2 na gruntach innych własności.

## Drzewostany
Głównym typem siedliskowym lasów nadleśnictwa jest bór mieszany świeży.
Wyróżnia się siedliska borowe 70,60%, lasowe 25,53%, olsy 3,88% powierzchni leśnej.
Przeciętna zasobność drzewostanów nadleśnictwa wynosi 319 m³/ha, a przeciętny wiek 72 lat.